# Nationalgarde (Ukraine)
Die Nationalgarde der Ukraine (ukrainisch Національна гвардія України) ist ein paramilitärischer Verband der Ukraine. Anders als Heer, Luftwaffe, Marine und die Spezialkräfte untersteht sie nicht dem Verteidigungsministerium, sondern dem Innenministerium.
Schwerpunkt der Aufgaben in Friedenszeiten sind Anti-Terrorismus und polizeiliche Aufgaben, im Falle eines bewaffneten Angriffs auf die Ukraine kooperiert sie mit den Streitkräften und nimmt an Verteidigungshandlungen teil.
Unmittelbar vor Beginn des russischen Überfalls auf die Ukraine 2022 hatte die Nationalgarde nach dem CIA World Factbook eine Stärke von etwa 50.000 Mann.

## Geschichte

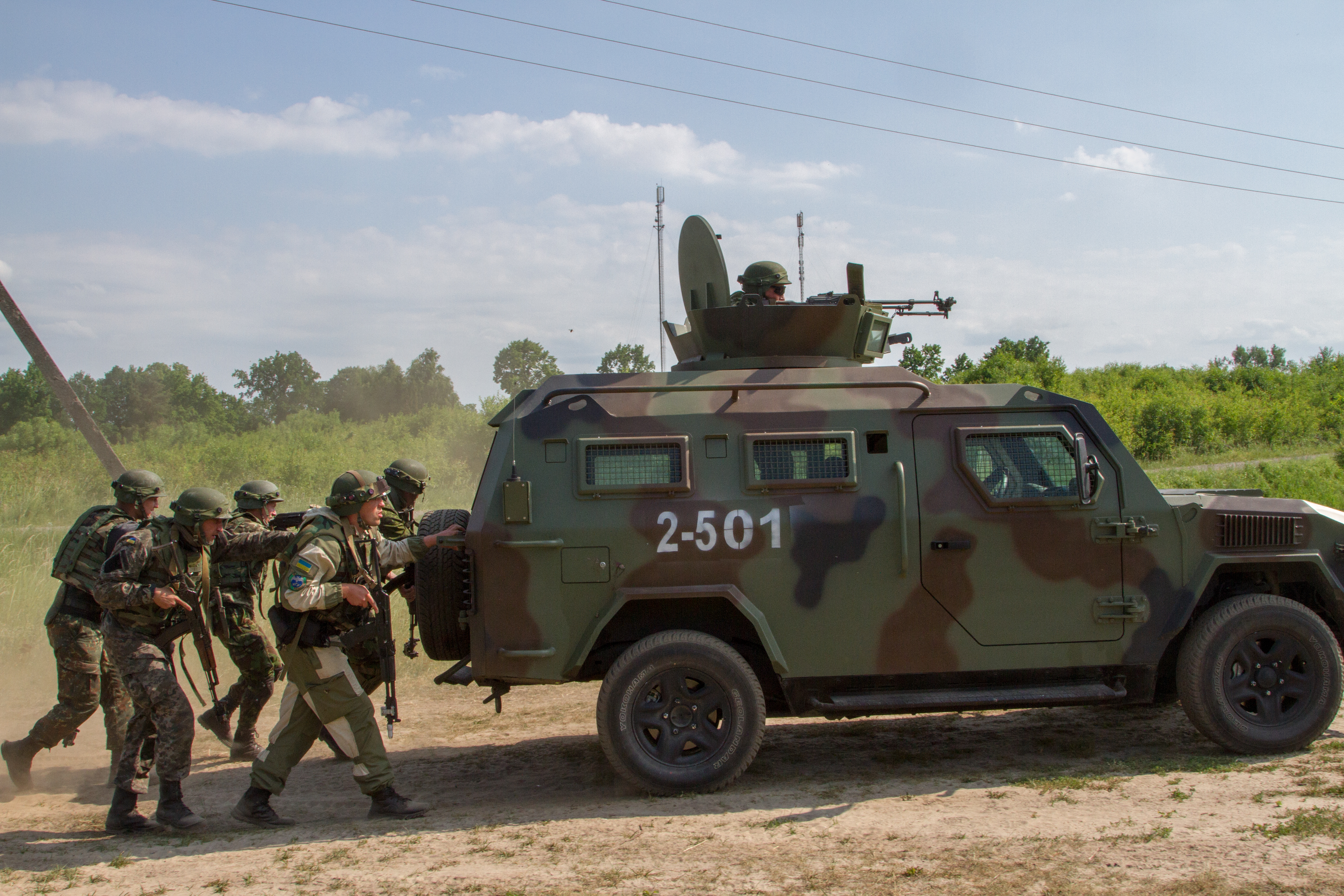
Soldaten der Nationalgarde mit einem KrAZ Cougar während einer Übung im Jahr 2015

Die Nationalgarde der Ukraine wurde 1991 gegründet. Sie bestand bis 2000 und ging dann in den 1992 gegründeten ukrainischen Inneren Truppen auf.
Am 12. März 2014 wurde der Kampfverband durch Beschluss des ukrainischen Parlaments erneut ins Leben gerufen. Zu seinen Aufgaben gehören die Grenzsicherung und die Wahrung der inneren Sicherheit. Im Einzelnen werden diese im Gesetz Über die Nationalgarde der Ukraine 76876-VІІ vom 13. März 2014 benannt.
Die Neugründung erfolgte vor dem Hintergrund der russischen Annexion der Halbinsel Krim. Die Nationalgarde wird seitdem bei den Kämpfen im Osten der Ukraine eingesetzt. Seit Beginn der russischen Invasion 2022 kämpft sie gemeinsam mit den Streitkräften.
Das durch die Verteidigung der Stadt Mariupol bekannte Regiment Asow ist Teil der Nationalgarde.